# 술라이만 이븐 압드 알 말릭

술라이만 이븐 압드 알 말릭(아랍어: سليمان بن عبد الملك)은 우마이야 왕조의 제7대 칼리프이다. 그의 부친은 압드 알 말릭 이븐 마르완이다.